# Santiago de Riba i d'Espanya
Santiago de Riba i d'Espanya (Barcelona, 1880 - Montcada i Reixac, agost de 1936) fou un advocat i polític català.

## Biografia
Era fill de l'advocat Francesc de Riba i Milans i emparentat amb Ferran de Sagarra i de Siscar. Llicenciat en dret, el 1907 fou nomenat jutge municipal de Santa Coloma de Gramenet i procurador del districte judicial de Granollers. Vinculat a la Lliga Regionalista, el 1913 fou elegit regidor a l'Ajuntament de Barcelona pel districte 2 i el 1921 seria elegit diputat de la Diputació de Barcelona. També fou membre del Consell Permanent de la Mancomunitat de Catalunya i el 1919 ingressà a la Societat Econòmica Barcelonesa d'Amics del País.
El 1924 fou nomenat novament regidor de l'ajuntament de Barcelona, però al cap de poc fou destituït. Com a membre del Col·legi d'Advocats de Barcelona el 1925 fou un dels advocats defensors dels militants de Bandera Negra implicats en el complot del Garraf. El 1927 fou detingut sota l'acusació de conspirar contra la Dictadura de Primo de Rivera i va compartir cel·la amb Lluís Companys. El 1930 fou assessor de la Confederació Sindical Hidrogràfica del Pirineu Oriental.
Durant la Segona República Espanyola destacà com a president de l'Institut Agrícola Català de Sant Isidre, nomenat en 1931. Va anar a Madrid per tal d'impedir l'aprovació de la Llei de Contractes de Conreu, i com que no ho aconseguí, el 1934 cessà en el càrrec i fou substituït per Josep Cirera i Voltà, menys conciliador i defensor de mesures enèrgiques contra els rabassaires. L'agost de 1936 fou arrestat per les patrulles de control, interrogat a la txeca de Sant Elies i posteriorment assassinat al cementiri de Montcada i Reixac.